# Der Raub der Sabinerinnen (1954)
Der Raub der Sabinerinnen ist ein Film von Kurt Hoffmann aus dem Jahr 1954. Er basiert auf dem gleichnamigen Theaterstück der Brüder Franz und Paul von Schönthan und ist dessen zweite deutschsprachige Tonfilm-Verfilmung nach Robert A. Stemmles gleichnamigem Film aus dem Jahr 1936.

## Handlung
Durch die Veranstaltung von Festspielen erreichen die Bewohner eines kleinen Kurortes endlich, dass der Schnellzug auch auf ihrer Station hält. Der Schmierentheaterdirektor Emanuel Striese, der mit zahlreichen Problemen im Ensemble kämpft und auch wirtschaftlich nicht gut gestellt ist, erfährt, dass Gymnasialprofessor Gollwitz als Student ein Theaterstück namens Der Raub der Sabinerinnen geschrieben hat, das er nun als Jugendsünde bezeichnet. Striese will es mit seiner Familie aufführen und kann Gollwitz zur Herausgabe dieser Römer-Tragödie überreden, wobei Gollwitz allerdings nur unter der Bedingung zustimmt, dass er nicht genannt wird und seine Frau nichts davon erfährt.
Das Interesse der Bevölkerung an der bevorstehenden Aufführung ist sehr groß, zumal sich herumspricht, dass der Autor ein im Ort lebender Dichter sei. Natürlich kommt die Gattin von Gollwitz vorzeitig aus dem Urlaub zurück und überhaupt läuft alles völlig anders als geplant, so dass die Aufführung zu einem Fiasko zu werden droht. Am Ende hat Frau Striese schließlich eine rettende Idee: Sie lässt die Tragödie als Komödie zu Ende spielen, wodurch die Vorführung doch noch zum Erfolg wird.

## Produktionsnotizen
Der Film wurde von Mitte Dezember 1953 bis Ende Januar 1954 im Studio der CCC-Film in Berlin-Spandau produziert. Die Außenaufnahmen entstanden am Seeschloss Pichelsberg. Die Bauten schufen Hermann Warm, Paul Markwitz und Erich Grave, die Produktionsleitung lag in den Händen von Walter H. Guse. Die Uraufführung erfolgte in Mannheim am 2. April 1954.

## Kritiken
- "(…) klassischer Schwank über Freuden und Nöte des Theaterlebens; Knuths sympathischste Rolle als tragikomischer, sächselnder Schmierenkomödiant Emanuel Striese, rührend im berühmten Striese-Monolog über die kulturstiftende Funktion der „Schmiere“." (Wertung: 2½ Sterne = überdurchschnittlich) – Adolf Heinzlmeier und Berndt Schulz in Lexikon „Filme im Fernsehen“, 1990[2]

- „(…) ein herzlich warmes Vergnügen, das von betontem Familiensinn gefördert und von den vielen Albernheiten drum herum kaum gestört wird.“ – 6000 Filme, 1963[3]